# 발렌시아 투우장

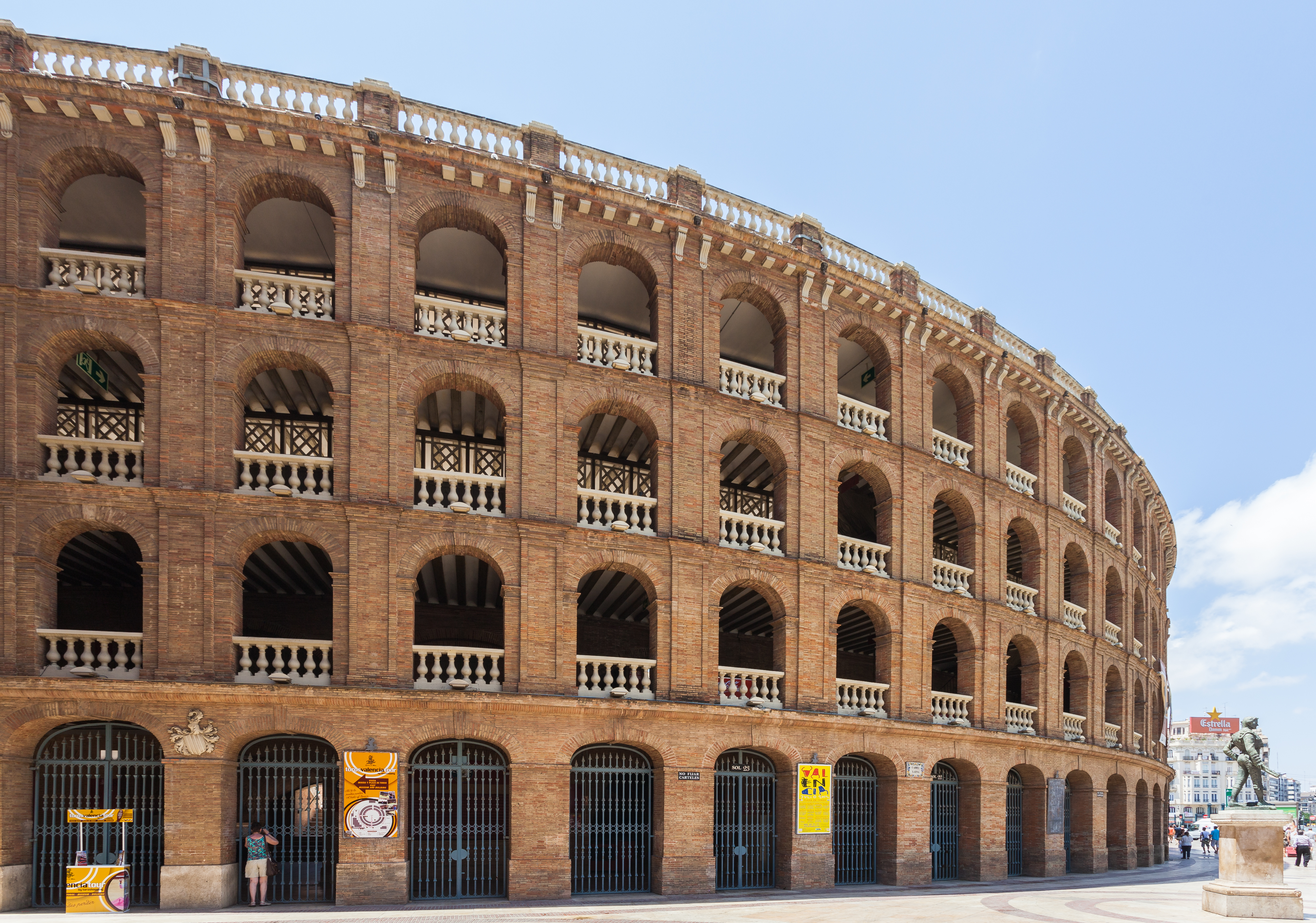
발렌시아 투우장

발렌시아 투우장(스페인어: Plaza de Toros de Valencia 플라사 데 토로스 데 발렌시아[*])는 스페인 발렌시아 지방 발렌시아 주 발렌시아에 있는 투우장이다. 1850년부터 1859년 사이에 건설되었다.